# Province e territori del Pakistan
Le province e i territori del Pakistan (designati nel loro complesso con la denominazione di muhafazah) sono la suddivisione territoriale di primo livello del Paese; essi si caratterizzano come soggetti federali della repubblica federale del Pakistan.
Precisamente, 4 sono le province (Belucistan, Khyber Pakhtunkhwa, Punjab, Sindh) e 2 i territori autonomi (Azad Kashmir, Gilgit-Baltistan), cui si aggiunge il Territorio della capitale Islamabad.
Ciascuna provincia o territorio comprende un certo numero di distretti (zillahs), sottodistretti (tehsil) e comuni.

## Lista
| Localizzazione | Bandiera | Provincia/Territorio                                        | Denominazione ufficiale | Capoluogo    | Popolazione (2012) | Superficie (Km2) |
| -------------- | -------- | ----------------------------------------------------------- | ----------------------- | ------------ | ------------------ | ---------------- |
|                |          | Azad Kashmir                                                | آزاد جموں و کشمیر       | Muzaffarabad | 2 972 501          | 13 297           |
|                |          | Belucistan                                                  | بلوچستان                | Quetta       | 13 162 222         | 347 190          |
|                |          | Aree tribali di amministrazione federale (abolita nel 2018) | وفاقی قبائلی علاقہ جات  | Peshawar     | 3 930 419          | 27 220           |
|                |          | Gilgit-Baltistan                                            | گلگت بلتستان            | Gilgit       | 1 441 523          | 72 971           |
|                |          | Territorio della capitale Islamabad                         | وفاقی دارالحکومت        | Islamabad    | 1 151 868          | 906              |
|                |          | Khyber Pakhtunkhwa                                          | خیبرپختونخوا            | Peshawar     | 26 896 829         | 74 521           |
|                |          | Punjab                                                      | پنجاب                   | Lahore       | 91 379 615         | 205 344          |
|                |          | Sindh                                                       | سندھ                    | Karachi      | 55 245 497         | 140 914          |